# Chaerilus annapurna
Espèce
Chaerilus annapurna est une espèce de scorpions de la famille des Chaerilidae.

## Distribution
Cette espèce est endémique du Népal. Elle se rencontre sur le massif de l'Annapurna de 1 100 à 2 150 m d'altitude.

## Description
Le mâle holotype mesure 53,1 mm et la femelle paratype 49,1 mm.

## Étymologie
Son nom d'espèce lui a été donné en référence au lieu de sa découverte, l'Annapurna.

## Publication originale
- Lourenço & Duhem, 2010 : The genus Chaerilus Simon, 1877 (Scorpiones, Chaerilidae) in the Himalayas and description of a new species. ZooKeys, no 37, p. 13–25 (texte intégral).